# 尼泊尔共产党 (阿马蒂亚)
尼泊尔共产党 (阿马蒂亚)，正式名称是尼泊尔共产党（尼泊尔语：नेपाल कम्युनिष्ट पार्टी），是一个已不存在的尼泊尔共产主义政党。在1962年，尼泊尔共产党分裂成尼泊尔共产党 (阿马蒂亚)和尼泊尔共产党 (布玛)。由于中苏分裂和对于如何应对国内政局的分歧，尼泊尔共产党一直饱受内部冲突。

## 历史
1962年4月，尼泊尔共产党的激进派在印度瓦拉纳西召开了党的第三次大会，大会选举图尔西·拉尔·阿马蒂亚为总书记，为了维护党的团结，普什帕·拉尔·什雷斯塔和图尔西·拉尔·阿马蒂亚共同领导中央。亲苏派的领导人雷亚马吉却被尼泊尔共产党开除了，然而，部分党员不承认这次大会的合法性，雷亚马吉的追随者建立一个独立的政党，名字也叫“尼泊尔共产党”，该党后来被称为尼泊尔共产党 (布玛)。
阿马蒂亚和普什巴·拉尔有政治分歧，阿马蒂亚倡导“民族民主”，而普什巴·拉尔提倡“人民民主”。从1963年开始，他们单独工作。 
在1968年，该党在印度戈勒克布尔召开会议，这次会议导致普什巴·拉尔一派退党，并另外成立了一个“尼泊尔共产党”，由普斯巴·拉尔担任总书记，该党被称为尼泊尔共产党 (普什帕·拉尔)。
该党内部也有亲苏联的派别，尽管该党与莫斯科当局保持一定的距离。
1991年大选后，尼泊尔共产党 (阿马蒂亚)和其它政党组成了尼泊尔共产党 (联合)，但不久就离开了该党。1994年，尼泊尔共产党 (阿玛蒂亚)并入尼泊尔共产党（联合马列）。